# Podczele (przystanek kolejowy)
Podczele – nieistniejący już przystanek kolejowy w dzielnicy Podczele w Kołobrzegu, w województwie zachodniopomorskim, w Polsce.